# 竹村嘉理
竹村 嘉理（たけむら よしまさ）は、安土桃山時代から江戸時代前期にかけての武将・旗本。佐渡奉行。家禄850石。

## 生涯
永禄9年（1566年）、竹村与吉兵衛の次男として大和国竹内村にて誕生。
幼年の頃、父が細井戸城にて討死にしてから、徳川家康の命により兄・道清と隔年で織田信長の許に安土城に人質として赴く。本能寺の変の後は、大久保長安に仕え、その没後は徳川家康に仕えた。元和4年（1618年）に鎮目惟明と共に佐渡支配（佐渡奉行）を命じられ、寛永4年（1627年）まで両名か交代で佐渡に留まった。この間、佐渡の金銀産出は活況を極め、積出港の小木港の整備を行った。同6年11月29日に佐渡国内において1000石を賜る。同年7月の鎮目の没後も佐渡奉行として、寛永8年（1631年）に66歳で没するまで13年間その職にあった。
佐渡で没して光善院（小木）に葬られた説と江戸にて没し牛込大信寺に葬られた説がある。没後、子・嘉勝が佐渡奉行として赴任した。